# Бердзенишвили, Мераб Исидорович
Мера́б Исидорович Бердзенишви́ли (груз. მერაბ ისიდორეს ძე ბერძენიშვილი; 10 июня 1929, Тифлис, Грузинская ССР, ЗСФСР — 17 сентября 2016, Стамбул, Турция) — советский, грузинский скульптор, художник-живописец, график, педагог. Народный художник СССР (1987). Лауреат Государственной премии СССР (1976).

## Биография
Учился в Тбилисской академии художеств (1949—1955) у Н. П. Канделаки.
В основном работал в области монументальной скульптуры. Автор памятников, монументов, портретов, графических и живописных работ, ряда театральных плакатов, эскизы костюмов к спектаклям Грузинского кукольного театра, иллюстрации к книгам.
Профессор Тбилисской государственной академии художеств.
Президент Грузинского культурного фонда (1994).
Член-корреспондент АХ СССР (1988). Почётный зарубежный член Российской академии художеств (2006). Член Союза художников СССР. Член-корреспондент АН Грузии.
Член КПСС с 1970 года. Депутат Совета Национальностей Верховного Совета СССР 10—11 созывов (1979—1989) от Юго-Осетинской автономной области.
Мераб Бердзенишвили умер 17 сентября 2016 года в Стамбуле (Турция). Похоронен во дворе собственного дома в Тбилиси.

## Награды и звания
- Заслуженный художник Грузинской ССР (1965)
- Народный художник Грузинской ССР (1980)
- Народный художник СССР (1987)
- Государственная премия СССР (1976) — за памятник в честь 30-летия Победы советского народа в Великой Отечественной войне
- Государственная премия Грузинской ССР имени Шота Руставели (1975)
- Государственная премия Грузии (1995)[6]
- 2-я премия конкурса на проект памятника В. Горгасали (1958)
- Диплом VII Всемирного фестиваля молодёжи и студентов в Вене (1959)
- Мемориальная медаль лауреата Нобелевской премии мира Ф. Нансена (2001)
- Премия «Достижения XX века» (Международный биографический центр, 2002)
- Специальная награда Министерства культуры Грузии «Жрец искусства» (2014) — за выдающийся вклад в искусство
- Почётный гражданин Тбилиси (1983).

## Работы
- «Руставели» (гипс, 1956, дипломная работа, Парламент Грузии)
- «Руставели» (бронза, 1966, Москва)
- проект памятника Вахтангу Горгасали (1958, II премия)
- «Медея» (Бронза, 1968, Бичвинта Ризорт Комплекс)
- «Георгий Саакадзе» (Бронза, 1971, Каспи)
- памятник поэту Д. Г. Гурамишвили в Тбилиси (чугун, 1959—1965, архитектор В. Ш. Алекси-Месхишвили)
- декоративная скульптура «Муза» у здания Грузинской филармонии в Тбилиси (бронза, 1971, архитектор И. Н. Чхенкели)
- памятник в честь 30-летия Победы в Марнеули (бронза, 1975, архитектор Г. В. Бакрадзе)
- памятник королю Лаоса (Бронза, 1975, Вьентьян, Луангпхабанг)
- Пантеон Мтацминда. Надгробие народного артиста СССР Серго Закариадзе.
- Памятник эфиопскому царю.

Портреты: грузинская женщина (1958, несколько призов: диплом Всемирного молодёжного фестиваля 1960 года), «Ладо Кокиашвили» (бронза, 1958), «Котэ Марджанишвили» (Тбилиси, станция метро «Марджанишвили»).

## Память
В 2015 году Озургетскому центру современного изобразительного искусства-картинной галерее было присвоено имя Мераба Бердзенишвили